# Список графов и герцогов Юлиха
Граф Юлиха (нем. Grafen von Jülich), а с 1356 года герцог Юлиха (нем. Herzöge von Jülich) — правители феодального владения в Священной Римской империи с центром в городе Юлих.

## Графы в Юлихгау
Матфридинги
- ???—??? : Готфрид (ок. 905/910 — 26 марта после 949), граф в Юлихгау, пфальцграф Лотарингии

Юлихский дом
- 1003—1029: Герхард I (ум. после 1029), граф в Юлихгау с ок. 1003
- 1029—1051: Эбергард (ум. ок. 1051), граф в Юлихгау с после 1029, сын предыдущего
- 1051—1081: Герхард II (ум. ок. 1081), граф в Юлихгау с после 1029, сын предыдущего

## Графы Юлиха
Юлихский дом
- 1093—1128: Герхард III (ум. ок. 1128), граф в Юлихгау с ок. 1089, граф Юлиха с 1093, сын предыдущего
- 1128—1143: Герхард IV (ум. ок. 1143), граф Юлиха с ок. 1128, сын предыдущего
- 1143—1176: Вильгельм I (ум. 1176), граф Юлиха с ок. 1143, сын предыдущего
- 1176—1207: Вильгельм II Великий (ум. 1207), граф Юлиха с 1176, сын предыдущего

Дом Генгебах
- 1207—1218: Вильгельм III (ум. 1218), граф Юлиха с 1207, сын Эбергарда II, графа фон Генгебах, и Ютты, сестры Вильгельма II
- 1218—1278: Вильгельм IV (ок. 1210—1278), граф Юлиха с 1219, сын предыдущего
- 1274—1278: Вильгельм (V) (ум. 1278), граф Юлиха с 1274, сын предыдущего, соправитель отца
- 1278—1297: Вальрам (ум. 1297), граф Юлиха с 1278, брат Вильгельма IV
- 1297—1328: Герхард V (ум. 1328), граф Юлиха с 1297, сын Вильгельма IV
- 1328—1356: Вильгельм V (VI) (ок. 1299—1361), граф Юлиха (Вильгельм V (VI)) 1328—1356, герцог Юлиха (Вильгельм I) с 1356, сын предыдущего

В 1356 году Юлих был возведён в ранг герцогства.

## Герцоги Юлиха
Дом Генгебах

Герб герцогства Юлих

- 1356—1361: Вильгельм I (ок. 1299—1361), граф Юлиха (Вильгельм V (VI)) 1328—1356, герцог Юлиха (Вильгельм I) с 1356
- 1361—1393: Вильгельм II (ок. 1325—1393), герцог Юлиха с 1361, сын предыдущего

Герб объединённого герцогства Гелдерн и Юлих

- 1393—1402: Вильгельм III (1364—1402), герцог Юлиха с 1393, герцог Гелдерна (Вильгельм I) с 1371/1379, сын предыдущего
- 1402—1423: Райнальд I (ок. 1365—1423), герцог Юлиха и Гелдерна (Райнальд IV) с 1402, брат предыдущего

Герб объединённого герцогства Юлих-Берг

- 1423—1437: Адольф I (ум. 1437), герцог Берга (Адольф IX) с 1408 года, граф Равенсберга в 1393—1402 годах, герцог Юлиха с 1423 года, сын Вильгельма II, герцога Берга
- 1437—1475: Герхард I (ум. 1475), герцог Берга (Герхард II) с 1437, герцог Юлиха с 1437, граф Равенсберга (Герхард II) с 1428, племянник предыдущего, сын Вильгельма II, графа Равенсберга
- 1475—1511: Вильгельм IV (1455—1511), герцог Берга (Вильгельм III) и Юлиха с 1475, граф Равенсберга (Вильгельм III) с 1475

Дом фон дер Марк

Герб объединённого герцогства Юли-Клеве-Берг

- 1511—1539: Иоанн I Миролюбивый (1490—1539), герцог Клеве и граф Марка (Иоанн III) с 1521, герцог Юлиха и Берга, граф Равенсберга с 1511, зять предыдущего
- 1539—1592: Вильгельм V Богатый (1516—1592), герцог Клеве (Вильгельм I), Юлиха и Берга (Вильгельм IV), граф Марка и Равенсберга с 1539, сын предыдущего
- 1592—1609: Иоанн Вильгельм I (1516—1592), герцог Клеве, Юлиха и Берга, граф Марка и Равенсберга с 1592, сын предыдущего

После смерти Иоанна Вильгельма, не оставившего детей, развернулась война за его наследство. В результате мира Берг и Юлих достались пфальцграфам Нойбурга.
Виттельсбахи, Пфальц-Нойбургская линия
- 1614—1653: Вольфганг Вильгельм (1578—1653), пфальцграф Нойбурга с 1614, герцог Юлиха и Берга с 1614, сын Анны, сестры герцога Иоанна Вильгельма
- 1653—1679: Филипп Вильгельм (1615—1690), пфальцграф Нойбурга с 1653, герцог Юлиха и Берга 1653—1679, курфюрст Пфальца с 1685, сын предыдущего
- 1679—1716: Иоганн Вильгельм II (1615—1690), пфальцграф Нойбурга и курфюрст Пфальца (Иоанн Вильгельм I) с 1690, герцог Юлиха и Берга с 1679, сын предыдущего
- 1716—1742: Карл Филипп (1661—1742), пфальцграф Нойбурга и курфюрст Пфальца, герцог Юлиха и Берга с 1716, брат предыдущего

Виттельсбахи, Пфальц-Зульцбахская линия
- 1742—1794: Карл Теодор (1724—1799), пфальцграф Зульцбаха с 1733, пфальцграф Нойбурга и курфюрст Пфальца, герцог Юлиха 1742—1794, герцог Берга с 1742, курфюрст Баварии с 1777, внук предыдущего по матери

В 1794 году Юлих был оккупирован французами, включившие его в состав новообразованного департамента Рур. По решению Венского конгресса в 1815 году Юлих был передан Пруссии, образовавшей провинцию Юлих-Клеве-Берг, которая была в 1822 году преобразована в Рейнскую провинцию.